# Armata Regală Saxonă
Armata Regală Saxonă (în germană Königlich Sächsische Armee) a fost forța militară a Electoratului (1682-1807) și mai târziu a Regatului Saxoniei (1807-1918). O armată saxonă a fost înființată mai întâi în 1682 și a continuat să existe până la desființarea monarhiilor germane în 1918. Când s-a format Confederația Rinului de către Napoleon Armata Regală Saxonă s-a alăturat armatei franceze „Grande Armée”, împreună cu armatele altor 37 de state germane. 

## Istoric

### Armata în timpul Electoratului Saxoniei (1682-1807)
Fondatorul Armatei Saxonia a fost electorul Johann Georg al III-lea. El i-a convins pe moșierii saxoni în 1681 că practica stabilită în caz de război de angajare de mercenari era mai costisitoare decât formarea unei armate permanente. În 1682 trupele de pază și de rezervă existente până atunci au fost incluse în regimente. Armata era formată din șase regimente de  infanterie și cinci regimente de cavalerie. Artileria de luptă avea 24 de tunuri. 

### Războaiele napoleoniene
Saxonia a devenit un stat membru al Confederației Rinului și pe 20 decembrie 1806 Electoratul a fost transformat în regat prin decizia lui Napoleon.
Trupele saxone au participat în 1809 la Războiul celei de-a Cincea Coaliții împotriva Imperiului Austriac, ceea ce a evidențiat necesitatea reformării armatei după modelul organizat și modern al Armatei Franceze. Reforma din 1810 s-a bazat pe regulamentul din 1804 - care a mărit marșul rapid de la 75 la 90 de pași - și pe regulamentele infanteriei franceze din 1808 și a fost organizată de generalul Lecoq, generalii-maiori Karl Wilhelm Ferdinand von Funck, Karl Friedrich Wilhelm von Gersdorff și Johann von Thielmann și de colonelul Friedrich von Langenau.
Pe 15 februarie 1812, armata a fost mobilizată pentru viitoarea invazie franceză a Rusiei. Contingentul saxon consta din Diviziile 21 și 22 ale Corpului VII din cadrul Grande Armée, aflat sub comanda generalului de divizie francez Jean Reynier. Saxonii au trimis la luptă 18 batalioane de infanterie, 28 de escadroane de cavalerie, 56 de tunuri, plus 200 de oameni și 7.000 de cai.

### Confederația Germană
În Forțele Armate ale Confederației Germane Saxonia a furnizat cel de-al patrulea contingent ca efectiv al trupelor, după Austria, Prusia și Bavaria. Trupele Saxone, împreună cu cele din Hesse-Kassel și Nassau, au format Corpul IX mixt.

Organizarea Armatei Regale Saxone la 20 iunie 1866

### Confederația Germană de Nord
După încheiera păcii Saxonia a fost forțată să se alăture Confederației Germane de Nord. Potrivit Convenției Militare din 7 februarie 1867 armata sa a format Corpul XII, care a fost plasat sub comandă prusacă. Saxonia a trebuit să predea Fortăreața Königstein către Prusia. Regatul Saxoniei a luat parte la Războiul Franco-Prusac din 1870, de partea Prusiei.

### Imperiul German
După constituirea Imperiului German la 18 ianuarie 1871, Regatul Saxoniei a păstrat o autonomie limitată în chestiuni militare stabilită prin Convenția din 1867. A menținut, în ciuda unor dispute jurisdicționale, în perioada postbelică, un Minister de Război separat, un stat major general separat și o academie militară. Armata Saxonă a continuat să existe separat de Armata Germană prin Corpul XII (1 Regal Saxon), cu garnizoana la Dresda. Corpul era format din Divizia 1 și Divizia 2. În 1889 a fost formată Divizia 3, iar în 1899 Divizia 4. Crearea celor două divizii în 1899 a determinat o reorganizare a Armatei Saxone în două corpuri de armată, Corpul existent XII, cu sediul la Dresda, și Corpul nou-înființat XIX (2 Regal Saxon), cu sediul la Leipzig. Trupele saxone au furnizat, de asemenea, o parte din forțele de ocupație în Alsacia-Lorena (Corpul XV).
Până la Primul Război Mondial Armata Saxonă conținea următoarele trupe tehnice:
- Batalionul 2 Regal Saxon al Regimentului 1 Geniu Prusac
- Compania a 7-a Regală Saxonă de Telecomunicații
- Compania a 3-a Regală Saxonă din Batalionul 2
- Compania a 3-a Regală Saxonă din Batalionul 1 Aviație
- Detașamentul Regal Saxon al Companiei a 2-a din Batalionul motorizat
- Detașamentul Regal de la unitatea regală saxonă de Examinare Tehnică a Traficului

### Primul Război Mondial
Când a început Primul Război Mondial, cele două corpuri ale Armatei Saxone și Corpul  XII (Regal Saxon) Rezervă au fost mobilizat ca o parte a Armatei a 3-a, aflată sub comanda fostului ministru de război al Saxoniei, Generaloberst Max von Hausen. Armata a 3-a a luptat în Bătălia Frontierelor, în special în luptele de la Dinant și Charleroi. Ca urmare a retragerii Armatei a 2-a după Prima bătălie de pe Marna, Hausen a considerat că propriul flanc este expus și a ordonat retragerea. După stabilizarea frontului pe râul Aisne, pe 9 septembrie 1914, Hausen a fost eliberat din funcție pe motiv de boală și înlocuit cu generalul Karl von Einem.
Trupele saxone au fost folosite mai ales pe Frontul de Vest. Pe măsură ce războiul continua, ca urmare a completărilor necesare, unitățile militare saxone au început să fie din ce în ce mai amestecate cu trupe din alte state germane. În timpul războiului Saxonia a mobilizat un total de aproximativ 750.000 de soldați, dintre care aproximativ 229.000 nu s-au mai întors.

## Organizarea armatei

### Unitățile de infanterie saxonă în 1810
| Regiment                                         | Garnizoană                      |
| ------------------------------------------------ | ------------------------------- |
| Grenadier Guards                                 | Dresda                          |
| Regimentul 1 Infanterie Regală                   | Dresda și Großenhain            |
| Regimentul 2 Infanterie                          | Dresda și Großenhain            |
| Regimentul 3 Infanterie Prințul Anton            | Bautzen, Görlitz și Sorau       |
| Regimentul 4 Infanterie                          | Luckau Guben și Sorau           |
| Regimentul 5 Infanterie Prinz Maximilian         | Chemnitz, Chub și Freiberg      |
| Regimentul 6 Infanterie                          | Zwickau, Neustädtel și Sorau    |
| Regimentul 7 Infanterie Prințul Friedrich August | Torgau, Wittenberg și Oschatz   |
| Regimentul 8 Infanterie Prinz Clemens            | Leipzig și Wittenberg Eilenburg |
| Regimentul 1 Infanterie Ușoară                   | Coordonate și Zeitz             |
| Regimentul 2 Infanterie Ușoară                   | Naumburg și Merseburg           |
| Corpul de Pușcași                                | Eckartsberga                    |

### Unitățile de cavalerie saxonă în 1810
| Regiment                                | Garnizoană |
| --------------------------------------- | --- |
| Garde du Corps                          | Dresda, Dippoldiswalde, Pirna și Radeberg                                                                              |
| Leibkürassiergarde                      | Oederan, Frankenberg, Marienberg și Pening                                                                             |
| Cuirassiers von Zastrow                 | Grimsby, Borna, Geithain și Rochlitz                                                                                   |
| Hussar Regiment                         | Kölleda, Altenstädt, Artern, Bretleben, Bottendorf, Heldrungen, Langensalza, Roßleben, Schönewerda, Schönfeld și Wiehe |
| Chevauxlegers-Regimentul Prinz Clemens  | Pegau Lützen Schkeuditz și Zwenkau                                                                                     |
| Chevauxlegers Regimentul vacant Polenz  | Querfurt, Freyburg, Schafstädt și Sangerhausen                                                                         |
| Chevauxlegers Regimentul Johann Prinz   | Mühlberg, Bad Duben, Kemberg și Schmiedeberg                                                                           |
| Chevauxlegers Regimentul Prinz Albrecht | Lübben, Cottbus și Lübbenau                                                                                            |

## Structura armatei în Primul Război Mondial

### Anterior și la începutul războiului
Regatul Saxoniei a plasat un corp de armată (mai târziu, două corpuri de armată) la dispoziția armatei Imperiului German în timp de pace:
- Corpul XII (1 Regal Saxon) din Dresda
  - Divizia 23 (1 Regală Saxonă) din Dresda
  - Divizia 32 (3 Regală Saxonă) din Bautzen
- Corpul XIX (2 Regal Saxon) din Leipzig
  - Divizia 24 (2 Regală Saxonă) din Leipzig
  - Divizia 40 (4 Regală Saxonă) din Chemnitz

Cu ocazia mobilizării, acestora li s-au mai alăturat unități de rezervă:
- Corpul XII (Regal Saxon) Rezervă
  - Divizia 23 (1 Regală Saxonă) Rezervă
  - Divizia 24 (2 Regală Saxonă) Rezervă

Împreună cu Corpul XI, acestea au făcut parte din Armata a 3-a ce forma aripa dreaptă a forțelor pentru ofensiva Planul Schlieffen din august 1914, de pe Frontul de Vest.
În timp de pace, Armata Regală Saxonă a alocat, de asemenea
Divizia 105 (6 Regală Saxonă) Infanterie „Regele William al II-lea de Württemberg” la Corpul de Armată XV din Straßburg
Divizia 12 (1 Regal Saxon) Artilerie la Corpul de Armată XVI din Metz

### În timpul Primului Război Mondial
Divizii de Infanterie:
- Divizia 58 (5 Regală Saxonă)
- Divizia 96 (6 Regală Saxonă)
- Divizia 123 (7 Regală Saxonă)
- Divizia 192 (8 Regală Saxonă)
- Divizia 212 (9 Regală Saxonă)
- Divizia 219 (10 Regală Saxonă)
- Divizia 241 (11 Regală Saxonă)

Divizie de Rezervă:
- Divizia 53 (3 Regală Saxonă) Rezervă

Divizii Landwehr:
- Divizia 45 (1 Regală Saxonă) Landwehr
- Divizia 46 (2 Regală Saxonă) Landwehr
- Divizia 47 (3 Regală Saxonă) Landwehr

Divizia Ersatz:
- Divizia 19 (Regală Saxonă) Ersatz